# Île aux Perdrix (Tasmanie)
Pour les articles homonymes, voir Partridge.
L'île aux Perdrix (en anglais Partridge Island) est une île d'une superficie de 103 ha située au sud-est de l'Australie. Elle fait partie du groupe des îles aux Perdrix proche de la côte sud-est de la Tasmanie, dans le canal d'Entrecasteaux entre l'île Bruny et la Tasmanie. Elle fait partie du Parc national de South Bruny.

## Flore et faune
La végétation est composée principalement de forêts d'eucalyptus avec des sous-bois herbeux. Les Manchots pygmées se reproduisent sur l'île. La Pardalote de Tasmanie (espèce menacée) est également présente.  Des lapins européens furent introduits sur l'île mais ont depuis été éradiqués. Le Eastern Blue-tongued Lizard -qui est une espèce de lézard de la famille des Scincidae y a également été recensé.